# 釧路駅
釧路駅（くしろえき）は、北海道釧路市北大通14丁目にある、北海道旅客鉄道（JR北海道）根室本線の駅である。駅番号はK53。電報略号はクシ。事務管理コードは▲110437。
釧路市の代表駅であり、札幌駅とを結ぶ特急「おおぞら」の始終着駅である。また、北海道旅客鉄道釧路支社が置かれている。
根室本線は当駅で運転系統が分割されており、釧路駅 - 根室駅間には「花咲線」の愛称が付与されている。また、歴史的な経緯（後述）から釧網本線の列車は全列車が隣の東釧路駅から直通運転し当駅に発着している。

## 歴史

### 年表

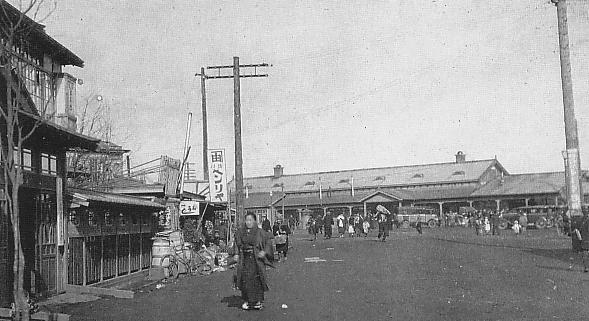
第二次世界大戦前の釧路駅

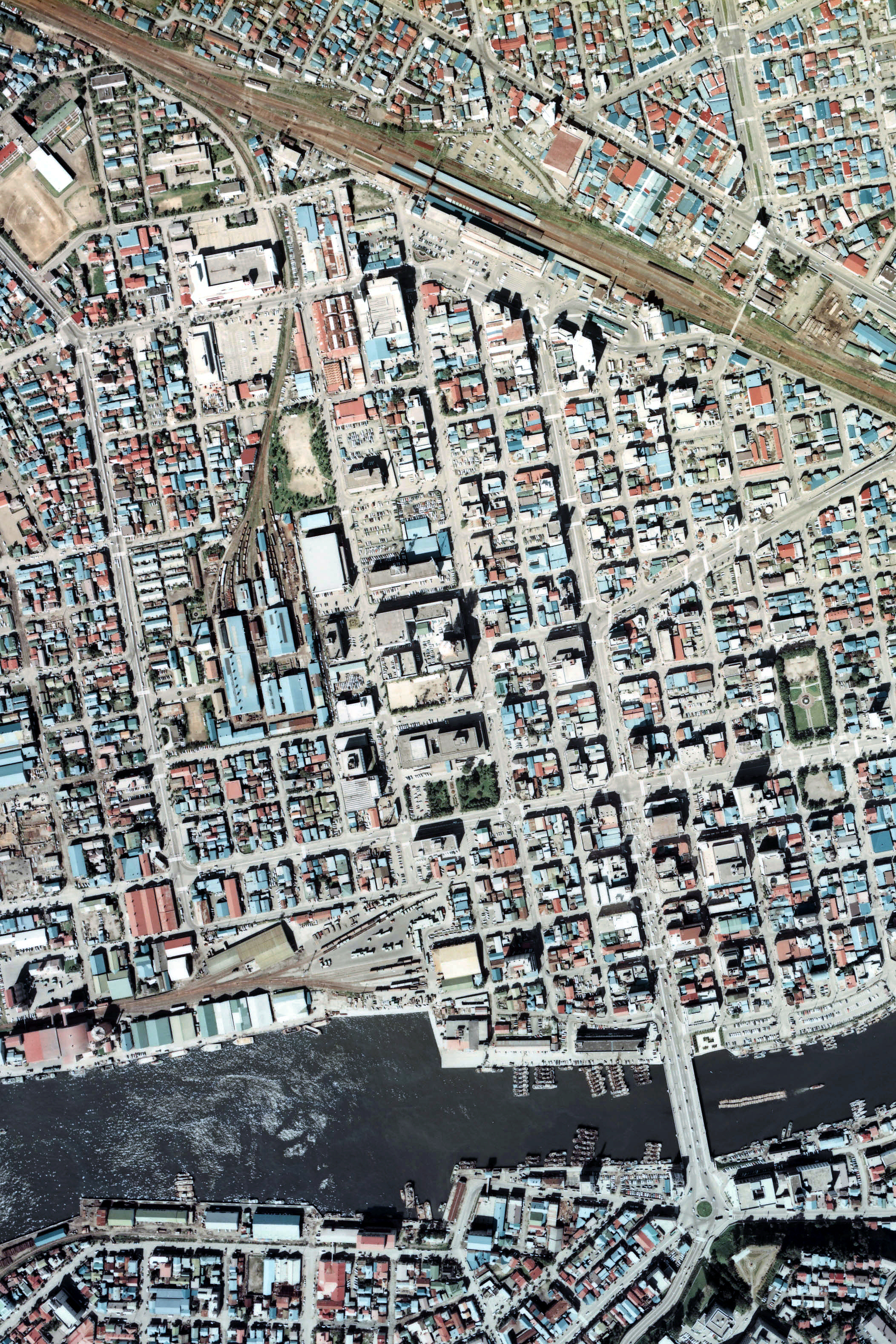
1977年の釧路駅、及び車両工場の釧路車両管理所（初代釧路駅、初代浜釧路駅）と浜釧路駅、周囲約1km×1.5km範囲。右が根室方面。二代目の現在の釧路駅は、当初客扱い専用駅として開設されたが、何度か貨物扱いを行っている。この時点では中央埠頭や二代目（貨）浜釧路駅へ向かう公共臨港線が、駅舎左横の貨物ホームへ新富士方面の操車場側から引き込まれていた。

現在の釧路駅は1917年（大正6年）の釧路線（現：根室本線）当駅 - 浜厚岸駅延伸に伴い現在地に移転したもので、初代駅はその後貨物駅の浜釧路駅として営業した。国鉄公式では移転開業前の駅が開業した1901年（明治34年）を開業日としている。
- 1901年（明治34年）7月20日：北海道官設鉄道の北海道鉄道部釧路線の釧路 - 白糠間開通時に釧路駅（初代）開業[1]。一般駅。釧路機関庫設置[5]。
- 1905年（明治38年）4月1日：国有鉄道に移管[6]。
- 1908年（明治41年）頃：釧路川中央にドルフィン及び連絡橋を設置し、当駅よりドルフィン先端まで貨物線を敷設[注釈 1]。
- 1913年（大正2年）
  - 6月2日：釧路機関庫設置（北海道鉄道管理局の事務上制定）[5]。
  - 11月10日：線名改称により釧路本線の駅となる[6]。
- 1917年（大正6年）12月1日：当駅 - 浜厚岸間延伸開業に伴い次のように変更
  - 釧路駅を現在地に移転、釧路駅（2代）開業[5]。貨物の取扱を廃止（旅客駅となる）[1]。
  - 旧駅（初代）は貨物駅の浜釧路駅（初代）となる[1]。以下、浜釧路駅については当該項目参照。
- 1921年（大正10年）8月5日：線名改称により根室本線の駅となる[6]。
- 1923年（大正12年）
  - 1月17日：雄別鉄道線が開業[7][8]。構内北側に片側使用のホーム設置[7]。
  - 9月25日 : 根室本線当駅 - 上別保駅（→別保駅）間から分岐する形で貨物線（以下、便宜上天寧支線と呼称）天寧駅開業。運賃計算上は当駅 - 上別保駅間に設置されている扱いとなる[9]。
- 1925年（大正14年）3月16日：釧路駅 - 上別保駅間の天寧支線分岐点が別保信号場として開設され、運賃計算上、天寧支線は同信号場で根室本線から分岐する形となったが、起点は引き続き当駅となる[10]。
- 1927年（昭和2年）9月15日：釧網本線が当駅 - 標茶駅間で開業[11]。当駅 - 別保信号場が根室本線・天寧支線・釧網本線の重複区間となる[12]。
- 1928年（昭和3年）11月11日：別保信号場が東釧路駅として開業したことに伴い[13]、釧網本線の起点を当駅から東釧路駅に変更し、重複区間を解消[14]。
- 時期不詳：雄別鉄道側ホームまで跨線橋延長[7]。
- 1936年（昭和11年）9月27日から9月29日：昭和天皇の北海道巡幸。釧路駅発着のお召し列車が運行[15]。
- 1937年（昭和12年）12月1日：貨物の取扱を再開（一般駅に戻る）[16]。
- 1940年（昭和15年）1月15日 : 天寧支線の起点を当駅から東釧路駅に変更[17][18]。
- 1942年（昭和17年）6月13日：石炭車扱貨物の取扱を開始[19]。
- 1944年（昭和19年）：雄別鉄道機回し線（2番線）より売炭業者石炭ヤードへ石炭取卸専用線敷設[7]。
- 1945年（昭和20年）7月14日：太平洋戦争下で戦災を受ける。
- 1954年（昭和29年）9月1日：雄別炭礦鉄道線との連絡貨物取扱を開始[16]。
- 1961年（昭和36年）
  - 8月1日：民衆駅の駅舎に改築[1]（RC構造地下1階、地上4階）。
  - 9月8日：民衆駅地下に釧路ステーションビル協同組合による釧路ステーションデパートが開店[1]。
  - 12月3日：新駅前広場が供用開始[20]。
- 1962年（昭和37年）12月25日：釧路駅の通り抜け地下道が開通する[1]。
- 1965年（昭和40年）10月1日：みどりの窓口設置[1]。
- 1968年（昭和43年）9月30日：第3ホーム増設[7]。雄別鉄道ホームまでの地下道完成及び跨線橋撤去[7]。
- 1970年（昭和45年）4月16日：雄別鉄道線廃止。釧路駅ホーム最北部が閉鎖され、同ホーム地下連絡通路も封鎖。
- 1972年（昭和47年）8月16日：釧路駅前バスターミナルが完成し、供用開始[1]。
- 1975年（昭和50年）3月23日：構内の巴踏切を廃止し、巴人道跨線橋の供用開始[1]。
- 1982年（昭和57年）11月15日：貨物の取扱を廃止（旅客駅となる）[16]。
- 1985年（昭和60年）8月1日：釧路駅構内に列車ホテル「ツーリング・トレイン」が開業[1]。
- 1986年（昭和61年）
  - 11月1日：荷物の取扱を廃止[16]。
  - 12月24日：グルメゾーンの開業を中心とした駅舎内改装を完成、「ステーションダイナー946」の愛称が付けられた[20]。
- 1987年（昭和62年）
  - 3月31日：戸籍上貨物の取扱を再開（一般駅に戻る）[16]（ただし、貨物列車の発着はないまま）。
  - 4月1日：国鉄分割民営化により北海道旅客鉄道および日本貨物鉄道（JR貨物）の駅となる[16]。
- 1989年（平成元年）8月1日：浜釧路駅までの貨物支線廃止[1]。
- 1996年（平成8年）11月24日：特急列車利用客専用駐車場「パーク＆トレイン」を開設[21]。
- 1999年（平成11年）
  - 12月18日：自動改札機使用開始[22]。
  - 12月27日：車椅子対応型エスカレータ使用開始[22]（使用開始に合わせ着発線を変更）。
- 2002年（平成14年）11月30日：キヨスクをコンビニキヨスクに転換し再開業、13.2平米増床の51.5平米とし改札側の出入口の閉鎖やオープンスペースの新設などを実施[新聞 1]。
- 2004年（平成16年）5月30日：釧路ステーションデパート閉店[1][新聞 2]。
- 2006年（平成18年）4月1日：日本貨物鉄道の駅が廃止、貨物の取扱を終了[貨物 1]。ただし、根室本線における当駅以西の第二種鉄道事業許可は引き続き保有。
- 2021年（令和3年）
  - 2月28日：ツインクルプラザ釧路支店[JR北 1][JR北 2][注釈 2]と「そば処 霧亭」[新聞 3]が閉店。
  - 4月3日：釧路駅開業120周年と花咲線全通100周年の記念行事が開始（資料展示、国鉄色塗装や『ルパン三世』ラッピング列車の披露など）[新聞 4]。
- 2022年（令和4年）3月11日：話せる券売機を導入[JR北 4]。これに伴い、釧路駅でのオレンジカードの利用が3月10日を以て終了。

### 駅名の由来
「釧路市#市名の由来」を参照

## 駅構造
単式ホーム1面1線と島式ホーム2面4線の、計3面5線を持つ地上駅。単式ホーム側に駅舎がある。ホーム間は地下通路で連絡。特急「おおぞら」は1番のりば発着となっている。1番と2 - 3番のりばにはエスカレーターが設置されている。
LEDタイプの発車案内表が設置されている駅としては日本最東端であり、定期運行している特急列車の停車駅としても同様である。
かつては雄別鉄道が発着する6番線も存在したが、現在はホームは撤去され、ホームへの地下道も閉鎖されている。雄別鉄道線ホームへの案内板は、駅舎内の飲食店（蕎麦屋）に保管・展示されている。
終日社員配置駅で自動改札機（Kitacaは非対応、設置駅としては日本最東端）、指定席券売機（クレジットカード専用）、話せる券売機、みどりの窓口、駅レンタカーがある。
建物は道内で現存する最後の民衆駅であり、駅舎はかつての札幌駅旧駅舎（4代目）に似た造りをしている。
駅ビルの大半はJR北海道釧路支社関係の施設で、駅施設は地上1階のみ。また2・3階の一部は貸しフロアになっており、YAMAHA音楽教室等が入居している。
地階には釧路ステーションデパートが存在していたが2004年（平成16年）5月30日に閉鎖され、駅ビル1階からの下り階段も閉鎖された（地下自由通路からの入口もシャッターが下ろされている）。
駅ビル内には、セブン-イレブン、北海道四季彩館（日本最東端のキヨスク）、土産物屋、レストラン、喫茶店、パン屋、観光案内所がある。2019年8月 - 2020年3月には、待合室の移転、セブンイレブンの移転、北海道四季彩館および土産物屋の移転、観光情報発信コーナーの新設といったリニューアルが行われた。
1986年12月には駅構内に国鉄直営店として「そば処 霧亭」が開店。釧路駅の2番線と3番線ホームには「そば処 霧亭」の立ち食いそば店があったこともある。「そば処 霧亭」は北海道ジェイ・アール・サービスネットの運営となったが、新型コロナウイルス感染症（COVID-19）の拡大により、駅構内の店が2021年2月28日に閉店した。
なお、駅の西側には、現在国の合同庁舎がある幸町から移転してきた、車両工場の釧路運輸車両所がある。また、かつては車両所の周囲に操車場が広がっていた。
管理駅として、以下の駅を管理下に置いている。
- 根室本線：西庶路駅 - 別保駅
- 釧網本線：東釧路駅 - 茅沼駅

### のりば
| 番線  | 路線       | 方向 | 行先                 |
| ----- | ---------- | ---- | -------------------- |
| 1 - 4 | ■ 根室本線 | 上り | 帯広・新得・札幌方面 |
| 1 - 5 | ■ 花咲線   | 下り | 厚岸・根室方面       |
| 1 - 5 | ■ 釧網本線 | 上り | 摩周・網走方面       |

（出典：JR北海道:駅の情報検索）
※上記の路線名は旅客案内上の名称で表記している。

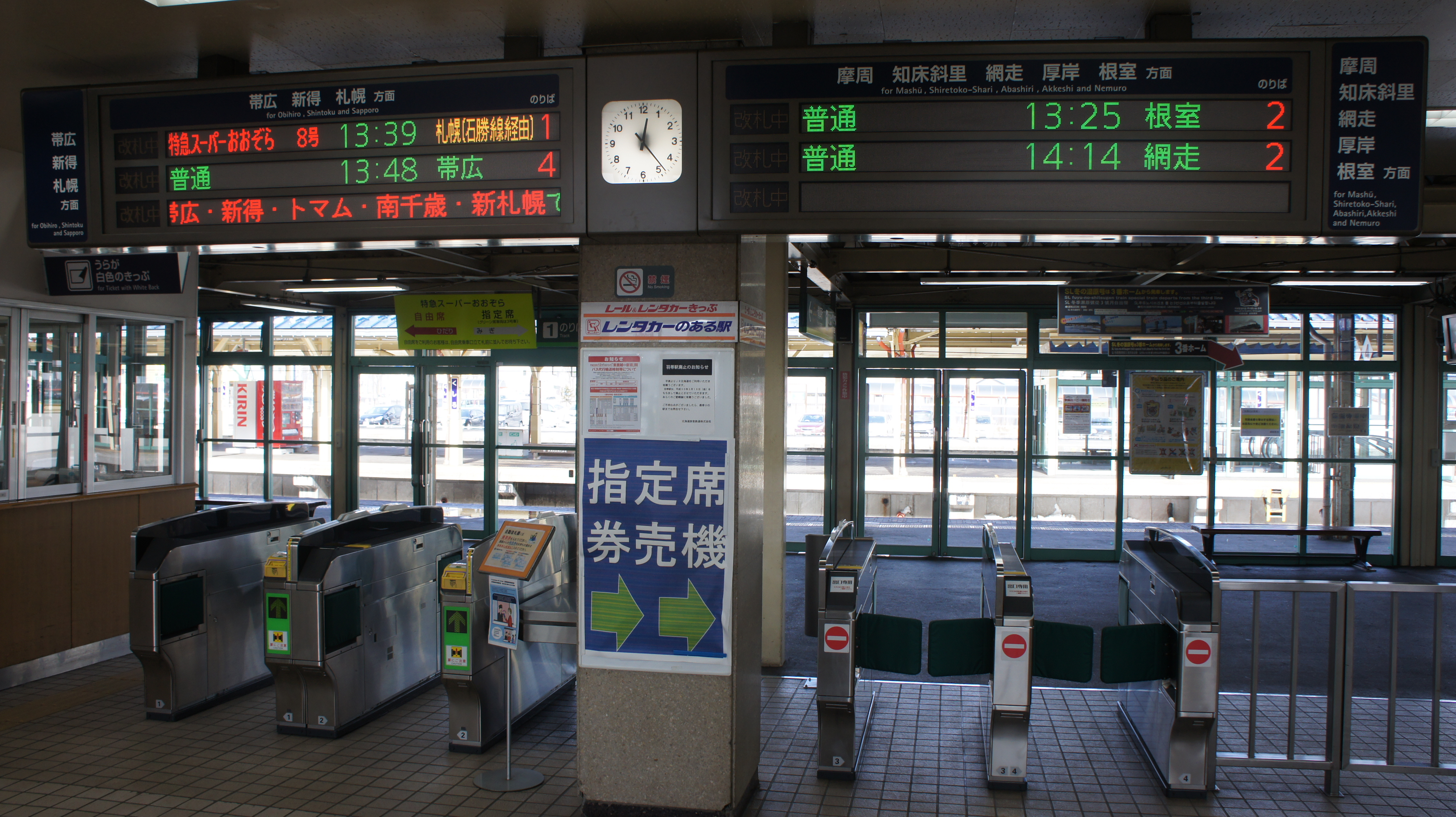
日本最東端のLED発車案内表と自動改札機（2018年2月）
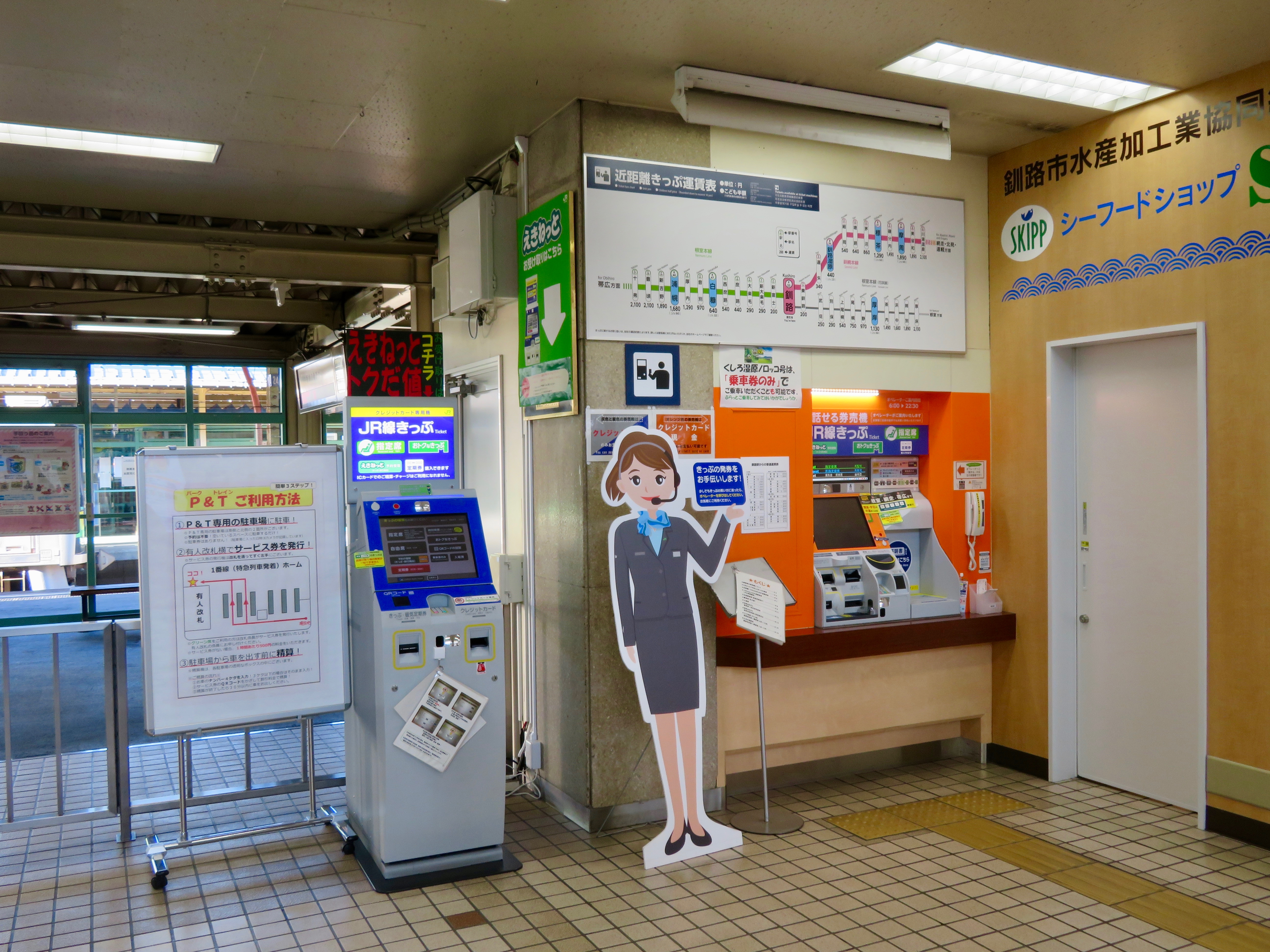
クレジットカード専用券売機(左)と話せる券売機(右)（2024年8月）
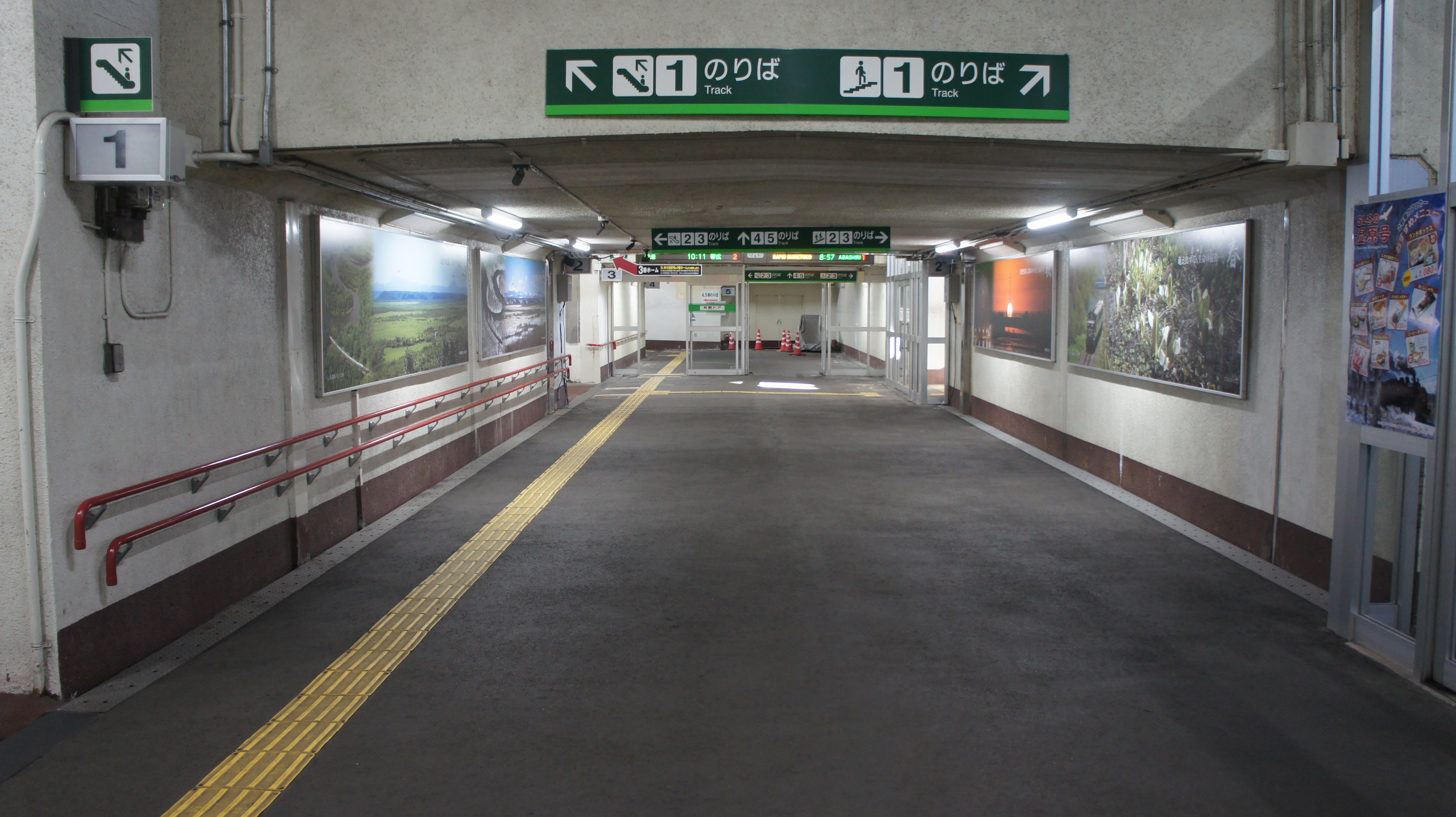
地下通路（2018年2月）
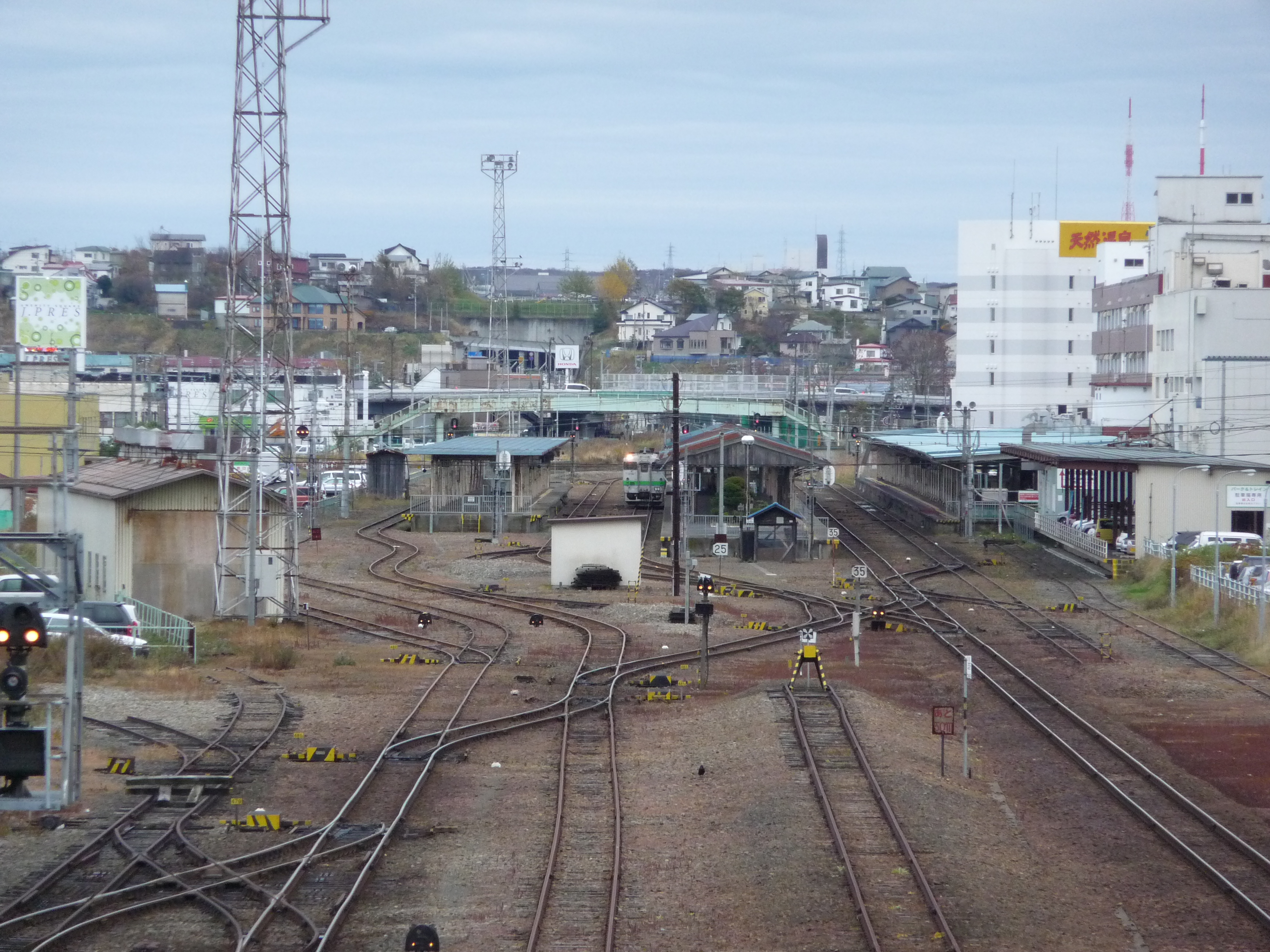
新富士駅側の跨線橋から見た構内の様子。右が1番線と駅舎側（2009年11月）
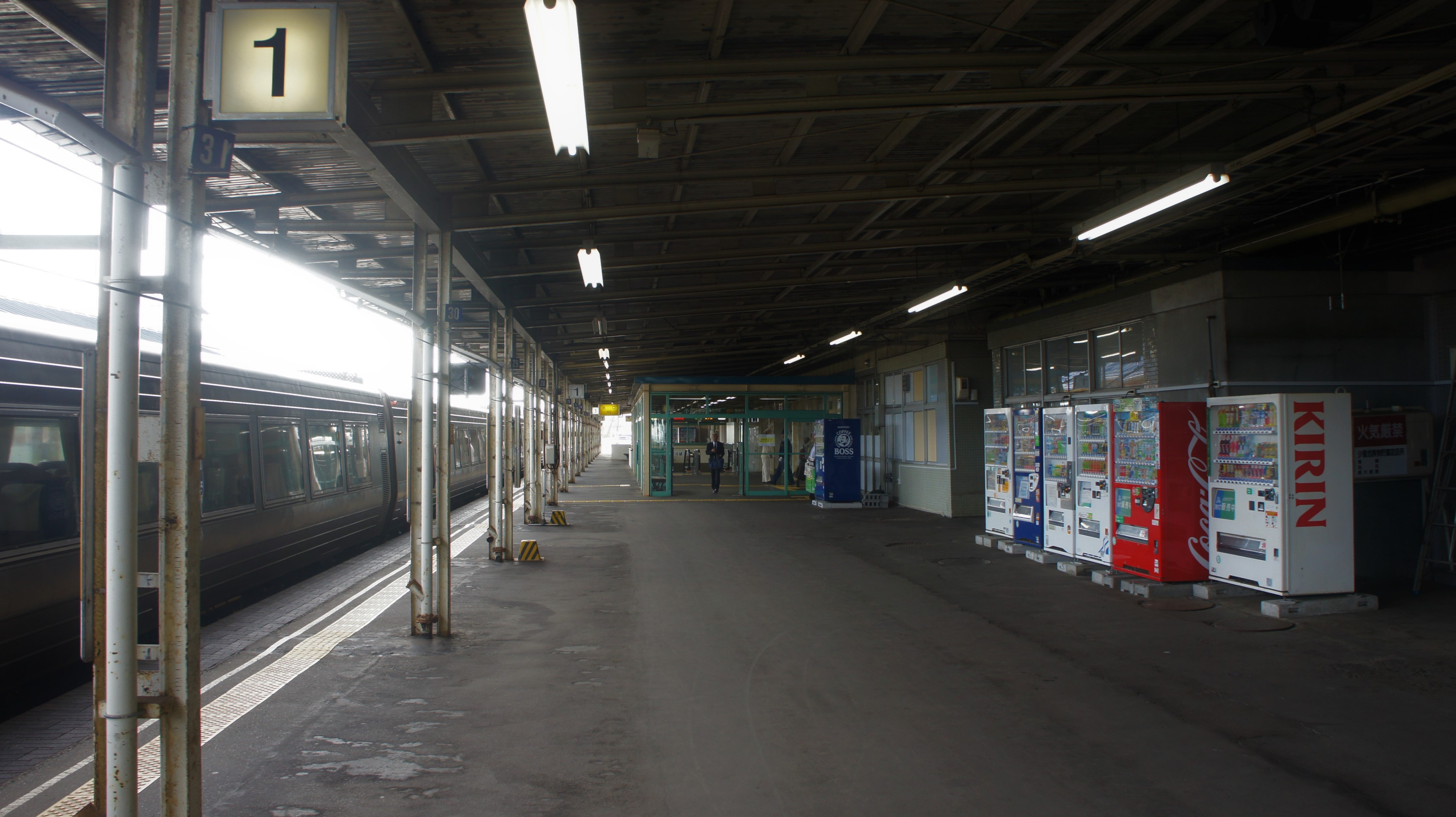
1番線ホーム（2018年9月）
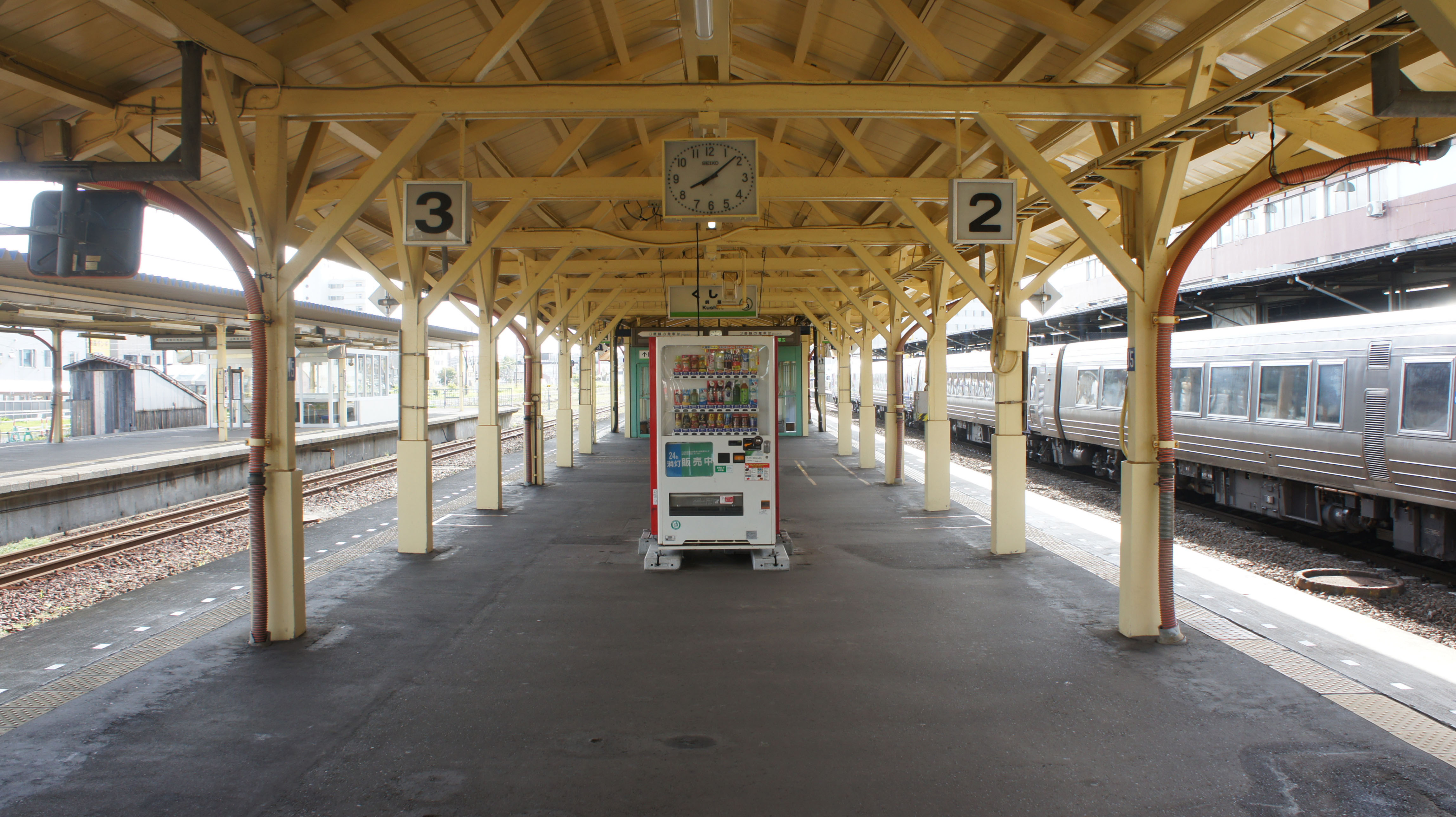
2・3番線ホーム（2018年9月）
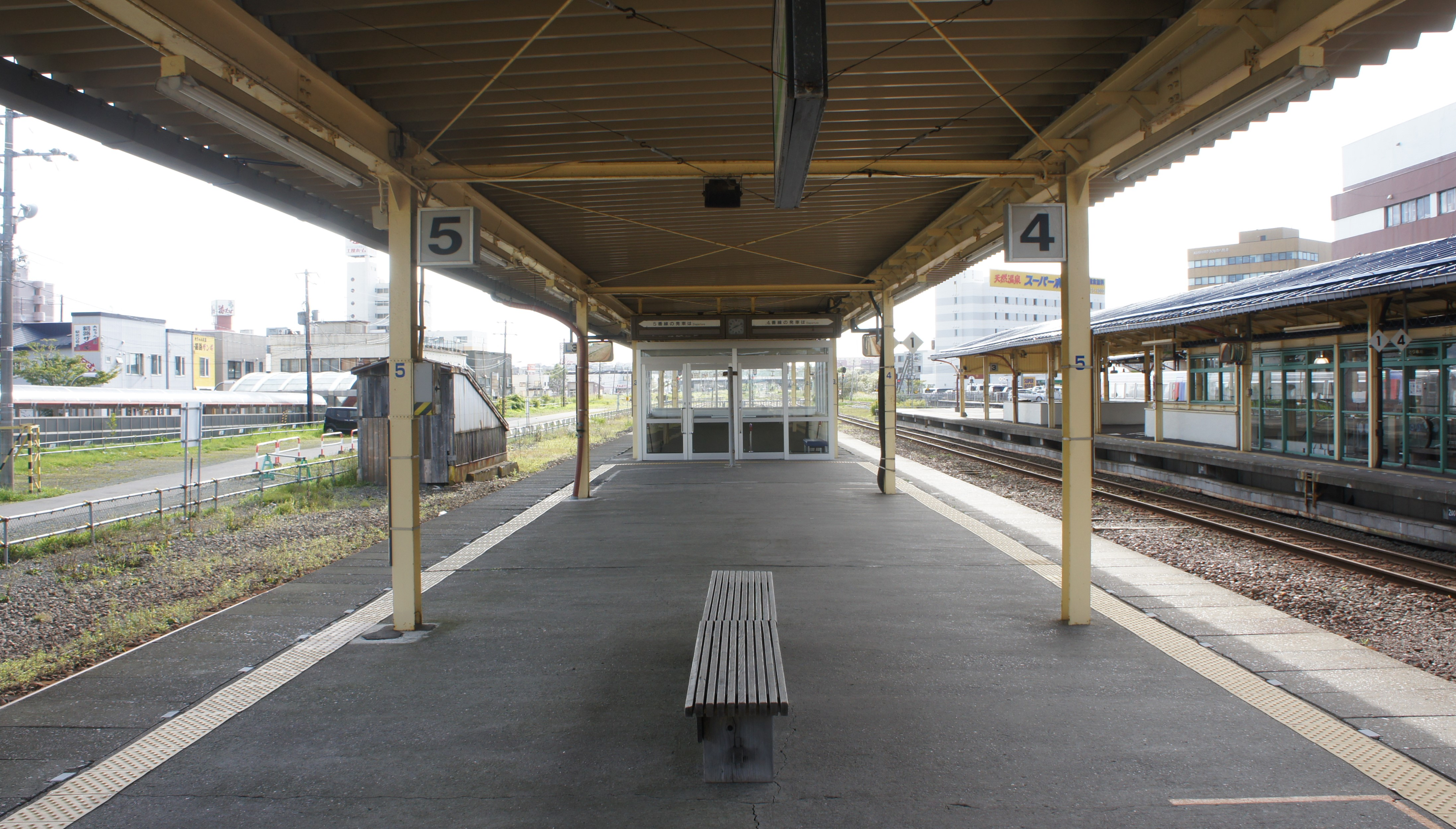
4・5番線ホーム（2018年9月）

## 利用状況
乗車人員の推移は以下のとおり。年間の値のみ判明している年については、当該年度の日数で除した値を括弧書きで1日平均欄に示す。乗降人員のみが判明している場合は、1/2した値を括弧書きで記した。また、『釧路市統計書』を出典とする値について、単位は「百人」となっているため、便宜上100倍した値を表記する。
「JR調査」については、当該の年度を最終年とする過去5年間の各調査日における平均である。
| 年度               | 乗車人員 | 乗車人員  | 乗車人員 | 出典              | 備考 |
| 年度               | 年間     | 1日平均   | JR調査   | 出典              | 備考 |
| ------------------ | -------- | --------- | -------- | ----------------- | ---- |
| 1978年（昭和53年） |          | 4,081     |          | [ 23 ]            |      |
| 2006年（平成18年） | 642,900  | (1,761.4) |          | [ 24 ]            |      |
| 2007年（平成19年） | 637,700  | (1,742.3) |          | [ 24 ]            |      |
| 2008年（平成20年） | 618,500  | (1,694.5) |          | [ 24 ]            |      |
| 2009年（平成21年） | 588,100  | (1,611.2) |          | [ 24 ]            |      |
| 2010年（平成22年） | 553,600  | (1,516.7) |          | [ 24 ]            |      |
| 2011年（平成23年） | 568,700  | (1,553.8) |          | [ 25 ]            |      |
| 2012年（平成24年） | 574,900  | (1,575.1) |          | [ 26 ]            |      |
| 2013年（平成25年） | 539,900  | (1,479.2) |          | [ 26 ]            |      |
| 2014年（平成26年） | 520,300  | (1,425.5) |          | [ 26 ]            |      |
| 2015年（平成27年） | 499,500  | (1,364.8) |          | [ 26 ]            |      |
| 2016年（平成28年） | 365,200  | (1,000.5) | 1,395.0  | [ 26 ] [ JR北 6 ] |      |
| 2017年（平成29年） | 402,400  | (1,102.5) | 1,224.6  | [ 27 ] [ JR北 7 ] |      |
| 2018年（平成30年） | 390,300  | (1,069.3) | 993.6    | [ 28 ] [ JR北 8 ] |      |
| 2019年（令和元年） | 374,200  | (1,022.4) | 860.8    | [ 29 ] [ JR北 9 ] |      |
| 2020年（令和02年） |          |           | 741.8    | [ JR北 10 ]       |      |
| 2021年（令和03年） |          |           | 791.6    | [ JR北 11 ]       |      |
| 2022年（令和04年） |          |           | 754.6    | [ JR北 12 ]       |      |

## 駅弁
釧祥館、弁当工房引田屋が製造・販売を担当。主な駅弁は下記の通り。
- どっさりかに弁当
- いわしとさばのほっかぶり寿司詰合せ[31]
- こぼれいくら！サーモンちらし
- どっさりかき弁当
- 花咲かにめし
- 釧路のかにめし
- サーモンいくらめし
- 釧路のいかめし

## 駅周辺
駅前に駐車場やタクシーのりばが設置されている。東側にはホテル併設の駅前バスターミナル（複合ビル）が設置されており、都市間バスや釧路空港連絡バス、市内線、郊外線が発着する。
駅前通りは、銀行、証券会社、生損保会社の支社、支店、営業所が立地している。
繁華街は、通称「末広（すえひろ）」の名で親しまれている末広町・栄町・川上町地区にあり、駅から北大通を幣舞橋方面へ直進して徒歩5分 - 10分の左手にある。

### 公共施設・金融機関
- 釧路総合振興局庁舎
- 釧路市役所
- 釧路警察署
- 釧路警察署駅前交番
- 釧路地方裁判所、釧路家庭裁判所、釧路簡易裁判所
- 釧路地方検察庁、釧路区検察庁
- 釧路中央郵便局（ゆうちょ銀行釧路店併設）
- 釧路駅前郵便局
- 日本銀行釧路支店
- 新釧路道銀ビル
  - 北海道銀行釧路支店
  - 釧路市中央図書館
- 北洋日生ビル
  - 北洋銀行釧路中央支店
- みずほ銀行釧路支店
- 北陸銀行釧路支店
- 北海道労働金庫釧路支店
- 釧路信用金庫本店・駅前支店
- 大地みらい信用金庫釧路支店
- 釧路信用組合 本店営業部
- JA北海道中央会根釧支所
- ホクレン釧路支所
- JA北海道信連釧路支所
- 釧路市漁業協同組合
- 釧路市東部漁業協同組合
- 釧路地方合同庁舎
- 釧路市こども遊学館
- 釧路市観光国際交流センター
- 北海道立釧路芸術館
- 釧路市立博物館
- まなぼっと幣舞
- 釧路市民活動センターわっと
- 釧路市交流プラザさいわい
- 釧路市中央図書館
- 道東経済センタービル
  - 商工組合中央金庫釧路営業所

### 商業施設
かつて釧路駅地階に釧路ステーションデパートという商業施設が存在していたが、現在は閉店し、連絡通路も閉鎖されている。
- 釧路和商市場
- 釧路フィッシャーマンズワーフMOO
- ヤマダデンキ家電住まいる館YAMADA釧路店、ビッグハウス旭町店
- ザ・ビッグ川北店
- フクハラ 春日店

### 宿泊施設
- ANAクラウンプラザホテル釧路（旧釧路全日空ホテル）
- 釧路プリンスホテル
- 釧路ロイヤルイン（旧釧路東映ホテル）
- ホテルクラウンヒルズ釧路(旧釧路東急イン)
- スーパーホテル釧路駅前、釧路天然温泉
- ホテルルートイン釧路駅前（ラルズ釧路店跡地に建設）
- 東横イン釧路十字街
- 駅前ホテルパルーデ釧路
- 釧路センチュリーキャッスルホテル
- ホテルパコ釧路
- ラビスタ釧路川
- コンフォートホテル釧路

### その他
- 国道38号・国道44号
- 幣舞橋
- 釧路グレース教会
- マリントポスくしろ

## バス路線
駅前にバスターミナルが設けられており、くしろバス・阿寒バスおよび共同運行各社のバスが乗り入れる。
- 北海道バス 釧路特急ニュースター号「釧路駅前」停留所（北大通13丁目）

## その他

### 石川啄木と釧路駅
歌人石川啄木は、同じ北海道で函館、小樽と移り住んだ後、1908年（明治41年）1月21日に釧路新聞（現在の釧路新聞とは別）の記者として釧路に移った。初めての釧路入りで釧路駅（初代）に降り立った時のことを、後に「さいはての駅に降り立ち 雪あかり さびしき町にあゆみ入りにき」と和歌に詠んだ。

## 隣の駅
北海道旅客鉄道（JR北海道）
■根室本線（帯広方面）
■普通
新富士駅 (K52) - 釧路駅 (K53)
■花咲線（根室本線 根室方面）
□快速「はなさき」
釧路駅 (K53) - （下りは東釧路駅 (B54)）- 厚岸駅
□快速「ノサップ」（下りのみ）・■普通
釧路駅 (K53) - 東釧路駅 (B54)
■釧網本線（東釧路駅 - 当駅間は根室本線）
東釧路駅 (B54) - 釧路駅 (K53)